# SV Viktoria Aschaffenbourg
Maillots
Actualités
Le SV Viktoria Aschaffenburg est un club allemand de football basé à Aschaffenbourg en Bavière.
Jusqu'à la saison 2011-2012 le club est affilié à la fédération de football de Hesse malgré son appartenance à la Bavière. Le club rejoint la fédération bavaroise à partir de la saison 2012-2013. Dans les années 1940 le club jouait au plus haut niveau allemand, il joue dans les années 80 trois saisons en 2. Bundesliga. Depuis la saison 2018-2019, le club joue en Regionalliga Bayern, le quatrième niveau allemand.

## Historique
- 1901 : fondation du club sous le nom de Aschaffenburger FC 1901
- 1904 : fusion avec le FC Viktoria Aschaffenburg en FC Viktoria 1901 Aschaffenburg
- 1906 : le club est renommé SV Viktoria Aschaffenburg
- 1937 : fusion avec le Reichsbahn TuSpo Aschaffenburg en Reichsbahn-Viktoria Aschaffenburg
- 1939 : révocation de la fusion, le club reprend le nom de SV Viktoria Aschaffenburg

## Anciens joueurs du club
- Rudi Hoffmann  Allemagne
- Felix Magath  Allemagne
- Rudi Bommer  Allemagne
- Marcel Schäfer  Allemagne